# Highland Warriors
Highland Warriors est un jeu vidéo de stratégie en temps réel développé par Soft Enterprises et publié par Data Becker en 2003 sur PC. Le jeu se déroule en Écosse au XIIIe siècle et retrace le conflit entre les Anglais et les Écossais, représentés par trois clans : les MacDonald, les Cameron et les MacKay. Le joueur doit collecter des ressources (or, bois, nourriture...) qui lui permettent de construire des bâtiments et de produire des unités dont des chevaliers et des archers. Chaque clan dispose des héros, d'unités spécifiques et de compétences spéciales comme le sabotage, la corruption ou le déclenchement d'épidémie,,. Une de ses spécificité et la gestion des saisons avec par exemple l'apparition de la neige en hiver, qui empeche de traverser les montagnes et de cultiver les terres, ce qui oblige le joueur à s'appuyer sur la chasse et ses stocks pour ses besoins en nourriture,. En solo, le jeu propose huit campagnes composées chacune de huit scénario. Il propose aussi un mode multijoueur en réseau local ou sur Internet qui permet à jusqu'à huit joueurs de s'affronter.

## Accueil
| Highland Warriors     |      |       |
| Média                 | Pays | Notes |
| Computer Gaming World | US   | 2/5   |
| Gamekult              | FR   | 5/10  |
| GameSpot              | US   | 59 %  |
| Jeux vidéo Magazine   | FR   | 12/20 |
| Jeuxvideo.com         | FR   | 12/20 |
| Joystick              | FR   | 6/10  |
| PC Gamer UK           | GB   | 51 %  |